# امصاره
امصاره (به عربی: أمصارة) یک شهرداری در الجزایر است که در استان خنشله واقع شده‌است. امصاره ۴٬۱۹۴ نفر جمعیت دارد.